# Megalomus balachowskyi
Megalomus balachowskyi är en insektsart som beskrevs av Johannes-Antoine Lestage 1928. Megalomus balachowskyi ingår i släktet Megalomus och familjen florsländor. Inga underarter finns listade i Catalogue of Life.